# バナナマン日村が歩く! ウォーキングのひむ太郎
『バナナマン日村が歩く! ウォーキングのひむ太郎』（バナナマンひむらがあるく ウォーキングのひむたろう）は、2021年10月5日からBS朝日で放送されている旅番組で、バナナマン日村勇紀の冠番組である。

## 概要
ウォーキングを趣味としているウォーカー「ひむ太郎」ことバナナマン日村勇紀が、ウォーキングの魅力を存分にお届けする、観ている人も明日歩きたくなる健康促進番組。主に都内を中心にロケをしているが、不定期にグアム、ハワイ、山中湖などの外国や郊外なども散歩する。またウォーキングのゴール後には近隣の立ち食いそば店を訪問し食事してエンディングを迎える（ただ、食事をせずに銭湯での入浴等でエンディングを迎える回もある）。概ね午前中に収録するが、当番組のロケ後はフジテレビへ移動し、日村が出演する「奇跡体験!アンビリバボー」を収録するのが日課となっている（日村が番組内でたびたび発言）。
レギュラー放送開始前に2021年7月11日の15:00 - 16:00にパイロット版（単発特番）が放送された。日村一人の出演が主体だが、土田晃之、秋山竜次（ロバート）、バカリズムなどの著名人と一緒にウォーキングする回もある。

## 出演者
- 日村勇紀（バナナマン）

## 放送リスト

### レギュラー版

#### 2021年
| 回 | 放送日   | タイトル                                                         | ウォーキングコース                | ゲスト                  | 備考  |
| -- | -------- | ---------------------------------------------------------------- | --------------------------------- | ----------------------- | ----- |
| 1  | 10月05日 | 大東京を見せたい                                                 | 渋谷〜原宿〜表参道（4.1km）       | なし                    |       |
| 2  | 10月12日 | 神保町・御茶ノ水編                                               | 九段下〜神保町〜御茶ノ水（3.7km） | なし                    |       |
| 3  | 10月19日 | 花の都・大都会                                                   | 新宿アルタ〜渋谷（4.6km）         | なし                    |       |
| 4  | 10月26日 | 『レインボーブリッジ大好き』お台場編                             | 芝公園〜お台場（5.1km）           | なし                    |       |
| 5  | 11月02日 | 『歴史あるハイグレードな街を歩く』赤坂編                         | 四谷〜元赤坂（6km）               | なし                    |       |
| 6  | 11月09日 | 『飛行機大好きなひむ太郎、羽田空港周辺を歩く』羽田編             | 整備場駅〜羽田空港（7km）         | なし                    | [ 2 ] |
| 7  | 11月16日 | 『富士山や紅葉が見たい!ひむ太郎 山中湖を歩く』山中湖編・前編     | 山中湖一周前半（約6km）           | なし                    |       |
| 8  | 11月23日 | 『“逆さ富士”や紅葉が見たい!ひむ太郎 山中湖を歩く』山中湖編・後編 | 山中湖一周後半（6.6km）           | なし                    |       |
| 9  | 11月30日 | ひむ太郎 おしゃれな街 東京・白金を歩く                           | 南麻布〜上大崎（約5km）           | 木梨憲武 （とんねるず） |       |
| 10 | 12月07日 | ひむ太郎 大人の雰囲気とオシャレが融合する青山を歩く!             | 明治神宮外苑〜国立競技場（約6km） | なし                    |       |
| 11 | 12月14日 | ひむ太郎 ウォーキングコースとして人気!谷中・根津・千駄木を歩く   | 谷中〜根津〜千駄木（約6km）       | なし                    |       |
| 12 | 12月21日 | ひむ太郎 下町とオフィス街が入り混じる町『人形町』を歩く!         | 小伝馬町駅〜江東区常盤（約4km）   | 土田晃之                |       |
| 13 | 12月28日 | ひむ太郎 かっこいい大人の町、『神楽坂』を歩く!                   | 麹町〜牛込神楽坂（約7km）         | なし                    |       |

#### 2022年
| 回 | 放送日   | タイトル | ウォーキングコース                                        | ゲスト                          | 備考  |
| -- | -------- | --- | --------------------------------------------------------- | ------------------------------- | ----- |
| 14 | 01月04日 | 特別編『ひむ太郎の歩き方』                                                                                        | 特別編『ひむ太郎の歩き方』                                | なし                            |       |
| 15 | 01月11日 | 浅草編 | 浅草駅〜稲荷町（約5.2km）                                 | なし                            |       |
| 16 | 01月18日 | 江東区編 | 江東区役所前〜荒川河川敷（約5km）                         | 土田晃之                        |       |
| 17 | 01月25日 | 品川編 | 高輪ゲートウェイ駅〜天王洲ふれあい橋（約5km）             | なし                            |       |
| 18 | 02月01日 | 新木場編 | 潮見〜若洲公園（約9km）                                   | なし                            |       |
| 19 | 02月08日 | 六本木編 | 赤坂駅〜六本木（約5km）                                   | なし                            |       |
| 20 | 02月15日 | みなとみらい編 | 桜木町駅〜花咲町（約4km）                                 | なし                            |       |
| 21 | 02月22日 | 横浜編 | 関内駅〜横浜中華街（約5km）                               | なし                            |       |
| 22 | 03月01日 | 特別編『川沿い・海沿いが気持ちよすぎるで賞!!』                                                                    | 特別編『川沿い・海沿いが気持ちよすぎるで賞!!』            | なし                            |       |
| 23 | 03月08日 | 高円寺編 | 高円寺駅〜高円寺南（約6km）                               | なし                            |       |
| 24 | 03月15日 | 若葉台編 | 若葉台駅〜くじら橋（約6km）                               | なし                            |       |
| SP | 03月17日 | BS民放5局共同特別番組 民放BS5局×TOKIO みんなでBSをつくろう バナナマン日村が歩く! ウォーキングのひむ太郎スペシャル | 芝公園〜お台場（約6km） 等々力駅〜多摩川浅間神社（約8km） | 国分太一 （TOKIO）              | [ 4 ] |
| 25 | 03月29日 | 高田馬場〜早稲田編                                                                                                | 高田馬場〜早稲田（5km）                                   | なし                            |       |
| 26 | 04月05日 | 四ツ谷編 | 四ツ谷駅〜富久町西（約5km）                               | なし                            |       |
| 27 | 04月12日 | 『桜』編 | さくら坂〜新宿御苑（約7km）                               | なし                            |       |
| 28 | 04月26日 | 『ロバート秋山と銀座〜上野を歩く』編                                                                              | 新橋駅〜上野駅（約9km）                                   | 秋山竜次 （ロバート）           |       |
| 29 | 05月03日 | 『ロバート秋山と銀座〜上野を歩く』編                                                                              | 新橋駅〜上野駅（約9km）                                   | 秋山竜次 （ロバート）           |       |
| 30 | 05月10日 | 『ブラマヨ小杉と品川〜白金を歩く』編                                                                              | 天王洲ピア桟橋〜自然教育園（約7km）                       | 小杉竜一 （ブラックマヨネーズ） |       |
| 31 | 05月17日 | 『東向島〜スカイツリー』編                                                                                        | 東向島駅〜東京スカイツリー（約7km）                       | なし                            |       |
| 32 | 05月24日 | 『星野源を聴きながら駒沢通を歩く』                                                                                | 祐天寺駅〜駒沢（約5km）                                   | なし                            |       |
| 33 | 05月31日 | 『北品川〜鮫洲〜青物横丁』編                                                                                      | 北品川〜鮫洲〜青物横丁（約5km）                           | なし                            |       |
| 34 | 06月07日 | 『三軒茶屋〜桜新町〜用賀〜TMC』編                                                                                 | 三軒茶屋〜桜新町〜用賀〜TMC（約10km）                     | なし                            |       |
| 35 | 06月14日 | 文京区編 | 茗荷谷駅〜本郷（約5km）                                   | なし                            |       |
| 36 | 06月21日 | 『築地』編 | 新富町〜築地場外市場（約5km）                             | なし                            |       |
| 37 | 06月28日 | 『白川郷』編 | 富山駅〜白川郷（約4km）                                   | なし                            |       |
| 38 | 07月05日 | 『立山黒部アルペンルート』編                                                                                      | 立山駅〜黒部ダム                                          | なし                            |       |
| 39 | 07月12日 | 『上野』編 | 上野駅〜恩賜公園（約4km）                                 | なし                            |       |
| 40 | 07月19日 | 『夜の東京タワー』編                                                                                              | 六本木駅〜東京タワー（約4km）                             | なし                            |       |
| 41 | 07月26日 | 『お台場』編 | お台場海浜公園〜フジテレビ（約6km）                       | なし                            |       |
| 42 | 08月02日 | 『護国寺〜池袋』編                                                                                                | 護国寺〜池袋駅西口（約5km）                               | なし                            |       |
| 43 | 08月09日 | 『永田町』編 | 半蔵門駅〜赤坂駅（約5km）                                 | なし                            |       |
| 44 | 08月16日 | 『目黒川沿い』編                                                                                                  | 五反田駅〜中目黒駅（約4.5km）                             | なし                            |       |
| 45 | 08月23日 | 『新宿（地下街）』編                                                                                              | 新宿三丁目〜東京都庁（約3km）                             | なし                            |       |
| 46 | 08月30日 | 『下北沢』編 | 世田谷代田駅〜下北沢（約4km）                             | なし                            |       |
| 47 | 09月06日 | 『葉山・逗子』編                                                                                                  | 逗子駅〜逗子市新宿（約2.5km）                             | なし                            |       |
| 48 | 09月13日 | 『葉山・逗子』編                                                                                                  | 葉山御用邸〜葉山町堀内（約4.5km）                         | なし                            |       |
| 49 | 09月20日 | 『六本木通り』まっすぐ編                                                                                          | 国会議事堂〜渋谷駅（約5km）                               | なし                            |       |
| 50 | 09月27日 | 30分繰り上げ記念 行きたい場所を下見しちゃおうSP!                                                                  | 30分繰り上げ記念 行きたい場所を下見しちゃおうSP!          | なし                            |       |
| 51 | 10月04日 | 『代々木公園・東郷神社』編                                                                                        | 渋谷区役所〜東郷神社（約4km）                             | なし                            |       |
| 52 | 10月11日 | 『羽田』編 多摩川スカイブリッジ                                                                                   | 羽田空港〜浮島町公園（約5km）                             | なし                            |       |
| 53 | 10月18日 | 『千駄ヶ谷』編 | 南青山〜代々木駅（約6km）                                 | なし                            |       |
| 54 | 10月25日 | 『恵比寿』編 | 恵比寿駅〜代官山〜恵比寿（約4km）                         | なし                            |       |
| 55 | 11月01日 | 『自由が丘』編 | 熊野神社〜大岡山（約4km）                                 | なし                            |       |
| 56 | 11月08日 | 『ハワイ・ワイキキ』編                                                                                            | カハナモク・ビーチ〜バニヤン・ツリー（約5km）             | なし                            |       |
| 57 | 11月15日 | 『ハワイ・ワイキキ』編                                                                                            | クレオ・ビーチ〜カイマナ・ビーチ（約6km）                 | なし                            |       |
| 58 | 11月22日 | 『戸越銀座・大井町』編                                                                                            | 大井町駅〜戸越銀座商店街（約4km）                         | 秋山竜次 （ロバート）           |       |
| 59 | 11月29日 | 『立川（昭和記念公園）』編                                                                                        | 立川駅〜国営昭和記念公園（約5.5km）                       | なし                            |       |
| 60 | 12月06日 | 『麻布だけコース』                                                                                                | 西麻布〜麻布永坂町（約6km）                               | なし                            |       |
| 61 | 12月13日 | 『門前仲町・月島・豊洲』編                                                                                        | 富岡八幡宮〜豊洲（約7km）                                 | 土田晃之                        |       |
| 62 | 12月20日 | 『中野』編 | 沼袋駅〜高円寺（約4km）                                   | なし                            |       |

#### 2023年
| 回  | 放送日   | タイトル                                                      | ウォーキングコース                                                          | ゲスト                                   | 備考  |
| --- | -------- | ------------------------------------------------------------- | --------------------------------------------------------------------------- | ---------------------------------------- | ----- |
| 63  | 01月10日 | 『ハワイ』編                                                  | アロハタワー〜ケワロ湾ヨットハーバー（約5km）                               | なし                                     |       |
| 64  | 01月17日 | 『ハワイ』編                                                  | アラモアナショッピングセンター〜アラ・モアナ・ビーチ（約2.5km）             | なし                                     |       |
| 65  | 01月24日 | 『飯田橋・九段下』編                                          | 九段下〜飯田橋駅（約3km）                                                   | なし                                     |       |
| 66  | 01月31日 | 『北千住』編                                                  | 荒川河川敷〜北千住駅（約6km）                                               | なし                                     |       |
| 67  | 02月14日 | 『浅草・スカイツリー周辺でGPSアート』編                       | 隅田公園〜押上（約7km）                                                     | Yassan                                   | [ 5 ] |
| 68  | 02月21日 | 『箱根駅伝1区コース』                                         | 大手町〜芝（約6km）                                                         | なし                                     |       |
| 69  | 02月28日 | 『渋谷』編                                                    | 有栖川宮記念公園〜金王八幡宮（約4km）                                       | なし                                     |       |
| 70  | 03月14日 | 『神田』編                                                    | 神田〜東神田（約4km）                                                       | なし                                     |       |
| 71  | 04月04日 | 『グアム』編                                                  | ザ・ツバキ・タワー〜PICグアム（約5km）                                      | なし                                     |       |
| 72  | 04月11日 | 『グアム』編                                                  | ハガニア〜チャモロビレッジナイトマーケット（約4km）                         | なし                                     |       |
| 73  | 04月18日 | 『明大前〜下北沢〜経堂』編                                    | 明大前駅〜経堂（約10km）                                                    | バカリズム                               |       |
| 74  | 04月25日 | 『明大前〜下北沢〜経堂』編                                    | 明大前駅〜経堂（約10km）                                                    | バカリズム                               |       |
| 75  | 05月02日 | 『清澄白河』編                                                | 清澄白河〜菊川（5km）                                                       | なし                                     |       |
| 76  | 05月09日 | 『目黒通り』編                                                | 大鳥神社〜南（約4km）                                                       | なし                                     |       |
| 77  | 05月16日 | 『銀座』編                                                    | 銀座一丁目駅〜銀座八丁目                                                    | なし                                     |       |
| 78  | 05月23日 | 『鮫洲・大井中央陸橋』編                                      | 鮫洲駅〜南大井（約7km）                                                     | なし                                     |       |
| 79  | 05月30日 | 『柴又』編                                                    | 京成高砂駅〜東金町（約4.5km）                                               | なし                                     |       |
| 80  | 06月06日 | 『赤羽』編                                                    | 岩淵水門〜赤羽（約6km）                                                     | なし                                     |       |
| 81  | 06月13日 | 『晴海・豊洲』編                                              | 月島警察署前〜豊洲（約6km）                                                 | なし                                     |       |
| 82  | 06月20日 | 『赤坂〜新橋』編                                              | 溜池交差点〜新橋（約4km）                                                   | なし                                     |       |
| 83  | 06月27日 | 『神泉〜駒場』編                                              | 渋谷駅〜神泉町（約5km）                                                     | なし                                     |       |
| 84  | 07月04日 | 『荻窪〜西荻窪』編                                            | 荻窪駅〜西荻南（約6km）                                                     | なし                                     |       |
| 85  | 07月11日 | 『初台・幡ヶ谷・笹塚』編                                      | 不動通り商店街〜笹塚（約3.5km）                                             | なし                                     |       |
| 86  | 07月18日 | 『駒込』編                                                    | 駒込駅〜駒込（約5km）                                                       | なし                                     |       |
| 87  | 07月25日 | 『表参道〜原宿』編                                            | 南青山三丁目交差点〜神宮前（約5km）                                         | なし                                     |       |
| 88  | 08月01日 | 今後行きそうなウォーキングの場所を“下見”しちゃおうスペシャル! | 今後行きそうなウォーキングの場所を“下見”しちゃおうスペシャル!               | なし                                     |       |
| 89  | 08月08日 | 『東日本橋・馬喰町・小伝馬町』編                              | 浅草橋〜日本橋本町（約4km）                                                 | なし                                     |       |
| 90  | 08月15日 | 『葛西・西葛西』編                                            | 旧江戸川〜西葛西（約5.5km）                                                 | なし                                     |       |
| 91  | 08月22日 | 『落合・下落合・中井』編                                      | 中井駅〜中落合（約3km）                                                     | なし                                     |       |
| 92  | 08月29日 | 『蒲田』編                                                    | 京急蒲田駅〜西蒲田（約4.5km）                                               | なし                                     |       |
| 93  | 09月05日 | 『夜の銀座』編                                                | 新橋駅〜丸の内1丁目（約3km）                                                | なし                                     |       |
| 94  | 09月12日 | 『池尻大橋・三宿・三軒茶屋』編                                | 池尻大橋〜三軒茶屋（約4km）                                                 | なし                                     |       |
| 95  | 09月19日 | 『亀戸』編                                                    | 亀戸天神社前〜亀戸駅（約4km）                                               | なし                                     |       |
| 96  | 10月03日 | 『LA』編                                                      | マンハッタンビーチ〜スケッチャーズ1号店（約2km）                            | なし                                     |       |
| 97  | 10月10日 | 『LA』編                                                      | ディズニーランド・リゾート〜エンゼル・スタジアム・オブ・アナハイム（約5km） | なし                                     |       |
| 98  | 10月17日 | 『七里ヶ浜〜稲村ヶ崎』編                                      | 七里ヶ浜〜稲村ヶ崎（約5km）                                                 | なし                                     |       |
| 99  | 10月24日 | 『国営昭和記念公園』編                                        | あけぼの口〜砂川口売店（約6km）                                             | なし                                     |       |
| 100 | 10月31日 | 『練馬』編                                                    | 練馬区立ばなな公園〜練馬区桜台（約5km）                                     | なし                                     |       |
| 101 | 11月07日 | 『北参道・参宮橋・代々木八幡』編                              | 北参道駅〜代々木八幡（約5km）                                               | なし                                     |       |
| 102 | 11月14日 | 『調布・深大寺』編                                            | 武蔵野の森公園〜深大寺（約5km）                                             | なし                                     |       |
| 103 | 11月21日 | 『山中湖』編                                                  | 山中湖一周前半（約7km）                                                     | 土田晃之 小杉竜一 （ブラックマヨネーズ） |       |
| 104 | 11月28日 | 『山中湖』編                                                  | 山中湖一周後半（約7km）                                                     | 土田晃之 小杉竜一 （ブラックマヨネーズ） |       |
| 105 | 12月05日 | 『北新宿・西新宿・新宿』編                                    | 北新宿〜新宿東南口（約7km）                                                 | なし                                     |       |
| 106 | 12月12日 | 『洗足池・西小山・武蔵小山』編                                | 洗足池駅〜武蔵小山駅（約4.5km）                                             | なし                                     |       |
| 107 | 12月19日 | 『恵比寿・広尾・六本木』編                                    | 恵比寿駅〜東京ミッドタウン（約5km）                                         | なし                                     |       |

#### 2024年
| 回  | 放送日   | タイトル                                                                  | ウォーキングコース                                                        | ゲスト                  | 備考     |
| --- | -------- | ------------------------------------------------------------------------- | ------------------------------------------------------------------------- | ----------------------- | -------- |
| 108 | 01月09日 | 『LAウォーキング ハリウッド編』                                           | ハリウッド交差点〜チャイニーズ・シアター（約2km）                         | なし                    |          |
| 109 | 01月16日 | ゆく年くる年あるく年 パワースポットなウォーキングコースを下見しちゃおうSP | ゆく年くる年あるく年 パワースポットなウォーキングコースを下見しちゃおうSP | なし                    |          |
| 110 | 01月23日 | 『湯島〜本郷三丁目』編                                                    | 湯島駅〜本郷三丁目（約5km）                                               | なし                    |          |
| 111 | 01月30日 | 『青山通りまっすぐ』（三宅坂〜宮益坂上）編                                | 皇居〜宮益坂（約5km）                                                     | なし                    |          |
| 112 | 02月06日 | 『新高円寺〜阿佐ヶ谷』編                                                  | 新高円寺駅〜阿佐ケ谷駅（約5.5km）                                         | なし                    |          |
| 113 | 02月13日 | 『品川〜大井町～中延』編                                                  | 品川駅〜中延駅（約8km）                                                   | 秋山竜次 （ロバート）   | [ 5 ]    |
| 114 | 02月27日 | 『小岩〜新小岩』編                                                        | 小岩駅〜新小岩駅（約5km）                                                 | なし                    |          |
| 115 | 03月05日 | 『世田谷〜豪徳寺〜下高井戸』編                                            | 世田谷区役所〜赤堤（約5km）                                               | なし                    |          |
| 116 | 03月12日 | 『池袋〜椎名町』編                                                        | 池袋駅〜南長崎（約4.5km）                                                 | なし                    |          |
| 117 | 03月19日 | 『京都』編                                                                | 嵐山〜華厳寺（約5km）                                                     | なし                    |          |
| 118 | 04月02日 | 『大阪』編                                                                | 心斎橋駅〜大阪市浪速区（約4km）                                           | なし                    |          |
| 119 | 04月09日 | 『千駄ヶ谷〜渋谷』編                                                      | 千駄ケ谷駅〜道玄坂（約4km）                                               | なし                    |          |
| 120 | 04月16日 | 『神田〜九段下〜神保町』編                                                | 神田明神〜神保町（約5km）                                                 | 遠藤さくら （乃木坂46） |          |
| 121 | 04月23日 | 『汐留〜浜松町』編                                                        | 汐留駅〜浜松町（約5km）                                                   | なし                    |          |
| 122 | 04月30日 | 『隅田川沿い』編                                                          | 両国橋〜浅草駅（約3km）                                                   | なし                    |          |
| 123 | 05月07日 | 『赤坂〜神谷町』編                                                        | 赤坂御所〜東京タワー（約4km）                                             | なし                    |          |
| 124 | 05月14日 | 『王子』編                                                                | 王子本町二丁目交差点〜王子駅（約5km）                                     | なし                    |          |
| 125 | 05月21日 | 『銀座』編                                                                | 銀座駅〜八丁堀（約3.5km）                                                 | なし                    |          |
| 126 | 05月28日 | 『代田橋〜方南町〜西永福』編                                              | 代田橋駅〜永福（約5km）                                                   | なし                    |          |
| 127 | 06月04日 | 『二子玉川』編                                                            | 多摩川河川敷〜中町（約5km）                                               | なし                    |          |
| 128 | 06月11日 | 『北青山〜南青山』編                                                      | 明治神宮外苑〜南青山（約5km）                                             | なし                    |          |
| 129 | 06月18日 | 『お花茶屋〜堀切』編                                                      | お花茶屋駅〜堀切（約5km）                                                 | なし                    |          |
| 130 | 06月25日 | 『水道橋〜上野』編                                                        | 水道橋〜上野恩賜公園（約5km）                                             | なし                    |          |
| 131 | 07月02日 | 『神泉・代官山・恵比寿』編                                                | 神泉町〜恵比寿（約4km）                                                   | なし                    |          |
| 132 | 07月09日 | 『山手通り①』編                                                           | 東品川〜西五反田（約4km）                                                 | なし                    |          |
| 133 | 07月16日 | 『茅ヶ崎』編                                                              | 茅ヶ崎海岸〜加山雄三銅像（約5km）                                         | なし                    |          |
| 134 | 07月30日 | 『茅ヶ崎』編                                                              | 加山雄三銅像～サザンビーチちがさき（約5km）                               | なし                    | [ 注 4 ] |
| 135 | 08月06日 | 『山手通り②』編                                                           | 不動前駅～代々木八幡駅（約6km）                                           | なし                    |          |
| 136 | 08月13日 | 『東京～日本橋』編                                                        | 東京駅中央口～福徳神社（約4km）                                           | なし                    |          |
| 137 | 08月20日 | 『福生』編                                                                | 福生駅～福生市熊川（約3.5km）                                             | なし                    |          |
| 138 | 08月27日 | 『山手通り③』編                                                           | 代々木八幡駅～東中野駅（約5km）                                           | なし                    |          |
| 139 | 09月03日 | 特別編『ウォーキング名曲アルバム』                                        | 特別編『ウォーキング名曲アルバム』                                        | なし                    |          |
| 140 | 09月10日 | 『山手通り④』編                                                           | 東中野駅～長崎（約3km）                                                   | なし                    |          |
| 141 | 09月17日 | 『土田さんとウォーキング』編 （赤坂～紀尾井町～四谷）                     | 赤坂サカス交差点～四谷三丁目駅（約2.8km）                                 | 土田晃之                |          |
| 142 | 10月01日 | 『山手通り⑤』編                                                           | 長崎～仲宿（約4km）                                                       | 土田晃之                |          |
| 143 | 10月08日 | 『高知①』編                                                               | 高知橋停留場～OMO7高知 by 星野リゾート（約3km）                           | なし                    |          |
| 144 | 10月15日 | 『高知②』編                                                               | 浦戸港～桂浜（約3km）                                                     | なし                    |          |
| 145 | 10月22日 | 『稲荷町～秋葉原』編                                                      | 下谷神社～台東（約4km）                                                   | なし                    |          |
| 146 | 10月29日 | 『駒込～日暮里』編                                                        | 駒込駅～日暮里（約3.5km）                                                 | なし                    |          |
| 147 | 11月05日 | 『明治通り①』編                                                           | 夢の島交差点～砂町銀座商店街（約4km）                                     | なし                    |          |
| 148 | 11月12日 | 『曙橋～若松河田』編                                                      | 曙橋～若松河田（約3.5km）                                                 | なし                    |          |
| 149 | 11月19日 | 『入谷～浅草』編                                                          | 入谷駅～アサヒビール本社（約3km）                                         | なし                    |          |
| 150 | 11月26日 | 『山中湖』編                                                              | 山中湖一周前半（約7km）                                                   | なし                    |          |
| 151 | 12月03日 | 『山中湖』編                                                              | 山中湖一周後半（約7km）                                                   | なし                    |          |
| 152 | 12月17日 | 『天王洲～お台場』編                                                      | 天王洲運河～お台場（約5.5km）                                             | バカリズム              | [ 5 ]    |
| 153 | 12月31日 | 年またぎウォーキングSP ～幸せを呼ぶ!港七福神巡り&ハワイ～                 | 六本木通り～宝珠院（距離不明）                                            | なし                    | [ 6 ]    |
| 153 | 12月31日 | 年またぎウォーキングSP ～幸せを呼ぶ!港七福神巡り&ハワイ～                 | （#63、#64の再放送）                                                      | なし                    | [ 6 ]    |

#### 2025年
| 回  | 放送日   | タイトル                                        | ウォーキングコース                                | ゲスト                                                           | 備考     |
| --- | -------- | ----------------------------------------------- | ------------------------------------------------- | ---------------------------------------------------------------- | -------- |
| 154 | 01月07日 | 『明治通り② 砂町銀座～曳舟』編                  | 砂町銀座商店街～曳舟（約4.5km）                   | なし                                                             |          |
| 155 | 01月14日 | 『明治通り③ 曳舟～三ノ輪』編                    | 曳舟～三ノ輪（約3km）                             | なし                                                             |          |
| 156 | 01月21日 | 『荏原町～中延』編                              | 荏原町駅～中延駅（距離不明）                      | なし                                                             |          |
| 157 | 01月28日 | 『市ヶ谷～平河町～永田町』編                    | 市ケ谷駅～国会記者会館（約4km）                   | なし                                                             |          |
| 158 | 02月04日 | 『中野制覇』編                                  | 中野富士見町駅～新中野駅（約5km）                 | なし                                                             |          |
| 159 | 02月11日 | 『板橋本町～ときわ台～本蓮沼』編                | 板橋～大原町（約4km）                             | なし                                                             |          |
| 160 | 02月18日 | 『明治通り④ 三ノ輪～尾久』編                    | 三ノ輪～尾久（約4km）                             | なし                                                             |          |
| 161 | 02月25日 | 『代々木八幡～代々木上原』編                    | 代々木八幡～代々木上原（約5km）                   | なし                                                             |          |
| 162 | 03月04日 | 『明治通り⑤ 尾久～西巣鴨』編                    | 尾久～西巣鴨（約3.5km）                           | なし                                                             |          |
| 163 | 03月11日 | 『梅屋敷～池上』編                              | 梅屋敷～池上（約6km）                             | なし                                                             |          |
| 164 | 03月18日 | 『狛江』編                                      | 狛江市西和泉～喜多見駅（約6km）                   | なし                                                             |          |
| 165 | 04月01日 | 『明治通り⑥ 西巣鴨～高田馬場』編                | 西巣鴨～高田馬場（約5km）                         | なし                                                             |          |
| 166 | 04月15日 | 『茶沢通り 三軒茶屋～下北沢』編                 | 三軒茶屋～下北沢（約4km）                         | 片桐仁                                                           |          |
| 167 | 04月22日 | 『渋谷周辺・神宮前～渋谷3丁目～渋谷』編         | 神宮前～渋谷1丁目（距離不明）                     | なし                                                             |          |
| 168 | 04月29日 | 『俳優座劇場周辺』編                            | 俳優座劇場～六本木6丁目（約5km）                  | なし                                                             |          |
| 169 | 05月06日 | 『見沼田んぼの桜回廊』編                        | 染谷花しょうぶ園～國昌寺（約4km）                 | なし                                                             |          |
| 170 | 05月13日 | 『明治通り⑦ 高田馬場～代々木』編                | 高田馬場～代々木（約4km）                         | なし                                                             |          |
| 171 | 05月20日 | 『隅田川周辺 曳舟～アサヒビール』編             | 曳舟駅～アサヒビール本社（約4km）                 | なし                                                             |          |
| 172 | 05月27日 | 『石川県金沢市』編                              | 近江町市場～OMO5金沢片町 by 星野リゾート（約5km） | なし                                                             |          |
| 173 | 06月03日 | 『新宿～初台』編                                | 新宿御苑交差点～初台（約4km）                     | なし                                                             |          |
| 174 | 06月10日 | 『明治通り⑧ 代々木～渋谷』編                    | 代々木～渋谷（約3km）                             | なし                                                             |          |
| 175 | 06月17日 | 『明治通り⑨ 渋谷～古川橋』編                    | 渋谷～古川橋（距離不明）                          | なし                                                             |          |
| 176 | 06月24日 | 『TMC周辺』編                                   | TMC～祖師ヶ谷大蔵駅（約5km）                      | 遠藤さくら （乃木坂46）                                          | [ 注 5 ] |
| 177 | 07月01日 | 『板橋 前編』                                   | 板橋本町～大谷口上町（約5km）                     | 伊達みきお （サンドウィッチマン） 口笛なるお （わらふぢなるお）  | [ 注 6 ] |
| SP  | 07月04日 | 仲宿・ハッピーロード大山商店街                  | 仲宿・ハッピーロード大山商店街                    | 仲宿・ハッピーロード大山商店街                                   | [ 注 6 ] |
| 178 | 07月08日 | 『板橋 後編』                                   | 板橋本町～大谷口上町（約5km）                     | 伊達みきお （サンドウィッチマン ） 口笛なるお （わらふぢなるお） | [ 注 6 ] |
| 179 | 07月15日 | 『静岡県御殿場市』編                            | 御殿場駅～御殿場プレミアム・アウトレット（3.5km） | なし                                                             |          |
| 180 | 07月22日 | 『綾瀬・北綾瀬』編                              | 北綾瀬駅～綾瀬（約5km）                           | なし                                                             |          |
| 181 | 07月29日 | 『山手線まっすぐ1周コース① 品川駅～浜松町駅』編 | 品川駅～浜松町駅（約5km）                         | なし                                                             |          |
| 182 | 08月05日 | 『鷺ノ宮～都立家政～野方』編                    | 鷺ノ宮駅～都立家政駅～野方2丁目（約5km）          | なし                                                             |          |
| 183 | 08月12日 | 『足立区西新井大師』編                          | 荒川河川敷～西新井大師（約4km）                   | なし                                                             |          |
| 184 | 08月19日 | 『山手線まっすぐ1周コース② 浜松町駅～東京駅』編 | 浜松町駅～東京駅（約3.5km）                       | なし                                                             |          |

## 放送時間
※いずれも日本標準時。
- 2021年10月 - 2022年9月：毎週火曜日22:30 - 23:00
- 2022年10月 - 現在：毎週火曜日22:00 - 22:30

## 主題歌
- Stevie Wonder「Sir duke」

## スタッフ
- 演出︰佐藤稔久（以前はプロデューサー）
- 構成：水野守啓、小川賢治
- 技術︰大脇悠誠、福浦俊輔【不定期】
- 音声：山田裕登、松田健士朗、松橋利行、長島大輔、大原貴志、植松一哉、植田晃正、芦田沙織、北本康一【週替り】
- イラスト：原田俊二
- 編集：今田隆之【毎週】、大里剛史（PLTWORK）、尾形義浩【不定期】
- MA：渡邉剛盛
- 音効：松田創
- 広報：町田絵美（BS朝日）
- TK：伊藤美紀
- デスク：相良美久（BS朝日）
- 地図協力：ONE CONPATH、GeoTechnologies
- AD：竹之内悠佑、山田菜央、荒川瑠香【週替り】
- ディレクター：柏田雄二、土屋友貴、古山洋輔、山村美樹、井上一平、井野場太一、寺井克徳、垣内慶斗（山村・垣内→以前はAD）【週替り】
- AP：鈴木里奈（以前はAD）
- プロデューサー：川岸才門（BS朝日）、菊地理那（菊地→2024年10月22日-）
- 制作著作：BS朝日
- 制作協力：極東電視台

### 過去のスタッフ
- MA：平山達也
- 広報：田中久美香（BS朝日）
- AP︰高橋宏美、山本怜奈、高橋泉（高橋→2024年10月15日-）
- 演出︰河原一貴
- プロデューサー：岩崎浩→井手上飛鳥（BS朝日）、神野友里